# ジャクメル郡

ジャクメル郡
Jakmèl

ジャクメル郡（ジャクメルぐん、ハイチ語: Jakmèl、フランス語: Jacmel）は、ハイチ南東県の郡。北西に西県レヨガーヌ郡、北東にポトプランス郡、東にベランス郡、南西にベネ郡と接し南はカリブ海に臨む。
東からミラゴー、カイ・ジャクメル、ジャクメル、ラヴァレの4つのコミーンが置かれている。郵便番号は91から始まる。

## 脚註
1. 1 2  “Haiti: administrative units, extended”.   GeoHive.com. 2016年10月5日時点のオリジナルよりアーカイブ。2021年8月10日閲覧。
2. ↑  “POPULATION TOTALE, POPULATION DE 18 ANS ET PLUS MÉNAGES ET DENSITÉS ESTIMÉS EN 2015” (pdf).   Institut Haïtien de Statistique et d’Informatique (IHSI). pp. 16 - 17 (2015年3月). 2021年8月10日閲覧。